# 亨氏薹草
亨氏薹草（学名：Carex henryi）为莎草科薹草属的植物，是中国的特有植物。分布于中国大陆的浙江、四川、贵州、陕西、云南、安徽、湖北等地，生长于海拔500米至3,000米的地区，一般生于水稻田边、山坡路旁、溪边、沟边和林下湿处，目前尚未由人工引种栽培。